# ريوتشي ميتا
ريوتشي ميتا أو الحاج عمر ميتا (19 ديسمبر 1892 -29 مايو 1983) هو مترجم ياباني مسلم يعتبر أول مترجم ترجم القرآن إلى اللغة اليابانية ولد في محافظة ياماغوتشي.
عمر ميتا هو الاسم الأكثر تميزا في تاريخ الإسلام في اليابان في العصر الحديث.

## خلفية
جاء الإسلام إلى البر الرئيسي للصين عن طريق التجار في القرون السابقة وقدم إلى الهند واندونيسيا لكن توقفت مسيرة امتداد الإسلام من قبل الاستعمار الأسباني في الفلبين في القرن ال15، في هذا الوقت كانت اليابان بلد يعتنق أهلها البوذية.
و كان هناك عدد قليل جدا من المسلمين في اليابان في هذا الوقت،
بعد أن أسلم ريوتشي ميتا في 1941 (على الأصح) سمي نفسه عمر ميتا، وبنى أول مسجد شهير في طوكيو.
بدأت الحياة الحقيقية الاجتماعية للمسلمين في اليابان مع وصول عدة مئات من التركمان والأوزبك والطاجيك وأعداد كبيرة من المسلمين من آسيا الوسطى كازاخستان وطاجيستان وغيرهما إلي اليابان، حتي مسلمي روسيا في أعقاب الثورة البلشفية خلال الحرب العالمية الأولى، والتي قد منحت هؤلاء المسلمون اللجوء إلي اليابان، وقد استقر المسلمون في العديد من المدن الرئيسية.
احتضنت بعض المدن اليابانية المسلمين كلاجئين من هذه الدول وأصبحت هناك صلة وثيقة بين المسلمين وغيرهم، واجه المسلمين بعض المشكلات في بداية الأمر في اليابان من اضطهاد البوذيين، لكنهم وجدوا في المسلمين المسالمة وعدم الخيانة، والأمانة ورقي الخلق.
نما المجتمع المسلم في اليابان في العدد، وبنيت عدة مساجد، أهمها المسجد الذي بني في كوبي (والذي هو المسجد الوحيد المتبقي من المساجد القديمة بعد كارثة الزلزال المدمر الذي حدث في اليابان بعد بناءه بعقدين من الزمان).
وهناك حاليا ما بين 30 أو 40 مسجد في طوكيو وحدها، بالإضافة إلى غرف الصلاة في الفنادق العامة وشقق للصلاة.
ترك بعض اليابانيين المسلمين اليابان لفترة متجهين إلى الصين والدول المجاورة من شرق آسيا، وخلال الغزو الياباني للصين وجنوب شرق آسيا عاد العديد من اليابانيين الذين اعتنقوا الإسلام إلى اليابان، وأنشأ أول منظمة مسلمة يابانية عام 1953، وبعد فترة أصبح عمر ميتا رئيسا للجمعية.
وقد أتم عمر ميتا إصدار معتمد اليابانية للقرآن الكريم مع النص العربي في 1972.

## سيرة
ولد عمر ميتا في اليابان في عائلة الساموراي البوذية (المحارب) من بلدة Chofu في مدينة شيمونوسيكي بمحافظة ياماغوتشي عام 1892  اليابانية.
تخرج من الكلية العليا للتجارة في ياماغوتشي (حاليًا كلية الاقتصاد بجامعة ياماغوتشي)  عام 1916، بعد ذلك، حصل على وظيفة في سكة حديد منشوريا الجنوبية، وانتقل إلى البر الرئيسي للصين  وتعلم اللغة الصينية، واعتنق الإسلام بعد تفاعله مع المسلمين المحليين.
لأنه معجب بمجتمع المسلمين ويتمني أن يرى حياة المجتمع في اليابان كحياة المجتمع الإسلامي، كتب مقال عن الإسلام وهو في الصين في مجلة تسمى “توا كيزاي Kenkyu” بعنوان (الشرق الأقصى مجلة البحوث الاقتصادية). وكان هذا أول شيء يكتبه عن الإسلام.
ومنذ ذلك اليوم كان يسافر إلي بلاد كثيرة ومنها بلاد الحرمين ويحضر ندوات ويؤلف كتب عن علاقة الإسلام بغيره من الأديان والحياة في المجتمع الإسلامي.
اعتنق الإسلام بعد فترة من كتاباته عن الإسلام عام 1941
في عام 1941، أصبح المستشار الرئيسي لاتحاد الاتحادات الإسلامية الصينية. في عام 1945 بعد انتهاء الحرب عاد إلى اليابان مع نهاية الحرب. حتى عام 1951، عمل مدرسًا صينيًا في جامعة كوانسي جاكوين وجامعة كيتاكيوشو. في عام 1957، سافر إلى باكستان بناء على دعوة وقام برحلات مختلفة وانخرط في الأنشطة الإسلامية المحلية. في عام 1958، أدى فريضة الحج. في عام 1960، مع وفاة صادق إيمايزومي، أول رئيس لجمعية مسلمي اليابان (JMA)، انتخب المسلمون في اليابان ميتا رئيسا لها. خلال فترة ولايته رئيسًا للجمعية ألف أهم كتابين يابانيين عن الإسلام في تلك الفترة وهما: كتاب“فهم الإسلام” وكتاب “مدخل إلى الإسلام”، وترجم أيضا كتاب لمحمد زكريا بعنوان (حياة الصحابة) إلي اللغة اليابانية وعدة لغات لبلاد شرق آسيا.  في في 28 يونيو 1972، نشر أول طبعة لترجمة معاني القرآن الكريم  باللغة اليابانية. نشرت طبعة منقحة في عام 1982. توفي عام 1983.

## مؤلفات
- 1972 – ترجمة معاني القرآن الكريم  باللغة اليابانية
- 1978 – حياة الصحابة
- مدخل إلى الإسلام

## روابط
- موقع ريوتشي ميتا